# El Pilar (Aguirre)
Pour les articles homonymes, voir El Pilar et Pilar.
El Pilar est la capitale de la paroisse civile d'Aguirre de la municipalité de Maneiro dans l'État de Nueva Esparta au Venezuela.